# Elecciones parlamentarias de Hungría de 2002
Las elecciones parlamentarias se celebraron en Hungría el 7 de abril de 2002, con una segunda vuelta en 131 de los 176 distritos electorales el 21 de abril. Aunque la Alianza de Jóvenes Demócratas (FIDESZ-MPS) siguió siendo el partido más grande en la Asamblea Nacional, a pesar de recibir menos votos que el Partido Socialista Húngaro (MSZP), estos pudieron formar un gobierno de coalición con la Alianza de los Demócratas Libres (SZDSZ).
Las elecciones llegaron en un momento crucial, ya que el país se acercaba a su unión a la Unión Europea.
El primer ministro saliente, Viktor Orbán de la Alianza de Jóvenes Demócratas (FIDESZ-MPS), centró su campaña electoral en el fuerte crecimiento económico del país, así como en su agenda nacionalista, que otorga ventajas a los húngaros étnicos que viven en el extranjero. Uno de los componentes más importantes de esta agenda es la reunificación de la nación a través de las fronteras. 
Este nacionalismo fue muy criticado por los opositores socialistas, liderados por Péter Medgyessy del Partido Socialista Húngaro (MSZP), quien dijo que perjudica la imagen de Hungría en el extranjero y acusó al primer ministro de ser populista. 
Los resultados de la primera vuelta mostraron que los socialistas obtuvieron el 42,05% de los votos, frente al 41,07% de la coalición gobernante de la Alianza de Jóvenes Demócratas (FIDESZ-MPS) y el Foro Democrático de Hungría (MDF). 
De conformidad con la ley electoral, 45 candidatos en circunscripciones individuales que obtuvieron el 50% de los votos en la primera vuelta fueron declarados electos, dejando 131 para ser elegidos en una segunda vuelta de las elecciones de segunda vuelta. 
Los resultados de la segunda vuelta el 21 de abril de 2002 produjeron un cambio en el poder. La coalición opositora de socialistas y liberales logró derrotar por poco a los conservadores del primer ministro Viktor Orban, ganando 198 de los 386 escaños. Si bien el partido de Orban seguía siendo el mayor partido individual en el nuevo Parlamento, no llegó a la mayoría. 
En la contienda disputada, la participación electoral fue aún mayor en la segunda ronda que en la primera, ya que el 73.47 por ciento de los elegibles acudió a las urnas. El 15 de mayo de 2002, el presidente Ferenc Madl abrió la sesión inaugural del nuevo Parlamento y nombró un candidato del Partido Socialista para ser primer ministro, Péter Medgyessy, para formar el gobierno.

## Campaña
Si bien las elecciones de 1998 estuvieron marcadas por la apatía y la abstención, la elección de 2002 fue votada por una feroz decisión de sí o no, por lo que un número significativo de votantes pasivos votaron. El sorprendente resultado de la primera ronda, la indignación del MSZP, que desafió las encuestas, llevó al campo conservador a sumergirse en la lucha electoral con enorme energía. Viktor Orbán y su personal se apresuraron por el país con una intensidad sin precedentes: visitaron cada circunscripción donde había la más mínima posibilidad de revertir el resultado. 
La campaña ha invitado a sus simpatizantes a las calles y plazas en mayor medida que nunca antes, con discursos de campaña que atraen a grandes multitudes. Estos incluyeron el discurso de Orban en la Universidad de Educación Física y la Asamblea de la plaza Kossuth, que no tenía precedentes en los 12 años de historia de la democracia húngara.
La movilización fue un éxito: el 71,3 por ciento en la primera ronda, excepcionalmente, superó el 73,48 por ciento en la segunda ronda. La campaña casi revirtió el resultado: en la segunda vuelta, la coalición electoral Fidesz-MDF se había acercado al Partido Socialista pero no pudo derrotarlo.
El MSZP estaba parado en el barro. Por ejemplo, en sus primeros 100 días prometidos, ha iniciado un aumento salarial del 50 por ciento para el personal, educadores y trabajadores de la salud, y una pensión de 13 meses. Además, los socialistas centraron sus fuerzas de campaña en la capital y las grandes ciudades. Junto con el 'giro social', se les ocurrió el eslogan 'Hungría para todos, el estado de derecho para todos'. Desde diciembre, el MSZP lanzó un ataque frontal contra Fides y el gobierno de Orbán. El Partido Socialista se basó en una campaña negativa en todos los temas y la llevó a cabo con sorprendente consistencia. Trató de despertar el miedo sobre la posible retención del poder por parte del gobierno de Orban, refiriéndose a la posibilidad de una posible coalición Fidesz-MIÉP.
En su campaña en diciembre de 2001 y enero de 2002, el SZDSZ enfatizó la peligrosidad de Fidesz y su gobierno y la peculiar actitud humana de sus líderes. Junto a los letreros de detención, aparecieron carteles que representaban al primer ministro Viktor Orbán besándose las manos frente a Gábor Kuncze apoyado contra una anciana. No fue un accidente que eligiera el lema 'no solo ciudadano, hombre' como el lema de la SZDSZ. El objetivo de la campaña fue Viktor Orbán, acusado de ser violento, culpable, emocionalmente cargado y dotado de cualidades humanas dictatoriales.

## Ley electoral
- El número de escaños asignados a cada provincia es perfectamente proporcional al peso de su población en la del país. Como media hay un diputado por cada 26 000 habitantes.
- Para ser nombrado candidato en uno de los 176 distritos individuales es necesario recoger al menos 750 firmas de apoyo dentro de ese distrito. Cada persona con derecho a voto recibe una «cédula» preelectoral que solo puede entregar a un candidato a modo de apoyo.
- El país se divide en 20 provincias que constituyen los distritos electorales para las listas de partidos. Para que un partido presente una lista en la provincia debe previamente conseguir candidatos individuales en al menos en el 25% de los distritos individuales de esa provincia.
- Los partidos que consiguen presentar candidatos en al menos siete provincias pueden designar candidatos también para la Lista Nacional. Esta lista no se vota sino que se utiliza posteriormente para repartir proporcionalmente el llamado «voto sobrante», es decir, el que no ha sido suficiente para lograr un diputado. Se suman todos los «votos sobrantes» de partidos y se reparten proporcionalmente entre ellos los 58 escaños reservados a la Lista Nacional. Para obtener escaños de esta forma es necesario haber superado la barrera del 4% del total nacional de los votos emitidos.
- La misma persona puede ser candidato en los tres distritos el local, el provincial, y el nacional. (Todas las principales figuras de los partidos se presentan en esta Lista además de las otras dos, puesto que el sistema asegura a los primeros nombres de esta lista las mayores probabilidades de resultar designado).
- Para obtener representación en el Parlamento, un partido necesita el 4% de los votos nacionales emitidos. Esto no se aplica, lógicamente, a los candidatos de los distritos individuales, que consiguen su escaño no como miembros de los partidos sino como representantes personales.
- La votación es válida en la primera vuelta si la participación es al menos del 50% y si en los distritos individuales algún candidato obtiene más del 50% de los votos emitidos. Los candidatos que se presentan a la segunda vuelta en los distritos individuales son los que consiguieron más del 15% de los votos, o bien, si no hay al menos dos en esta situación, se presentan los tres más votados. En la segunda vuelta basta con una participación del 25%.
- En los 176 distritos individuales resulta elegido el candidato que obtenga más votos. En caso de empate en la segunda vuelta, se repetirán las elecciones en el distrito. No se trata de una tercera vuelta sino de una repetición de todo el proceso.
- En los 20 distritos provinciales, la asignación de diputados a cada lista de partido se realiza con una distribución proporcional siguiendo una variante del método Droop.

## Resultados
|  | 42.05 % |

|  | 41.23 % |

|  | 41.07 % |

|  | 39.43 % |

|  | 5.57 % |

|  | 7.27 % |

|  | 4.37 % |

|  | 4.58 % |

|  | 3.90 % |

|  | 3.24 % |

|  | 2.16 % |

|  | 1.93 % |

|  | 0.75 % |

|  | 1.20 % |

|  | 0.13 % |

|  | 0.35 % |

|  | 0.77 % |

|  | 98.88 % |

|  | 99.01 % |

|  | 1.12 % |

|  | 0.99 % |

|  | 100.00 % |

|  | 100.00 % |

|  | 70.47 % |